# سينما عراقية
قبل الحرب العالمية الأولى لم ليكن للسينما وجود في العراق، وبالرغم من أن أول فيلم عرض في العراق كان في عام 1909، إلا أن لا نشاطا سينمائيا واضحا نشأ، حيث ظلت الأفلام الأجنبية الصامته هي المتاحة إلى ان قام بعض التجار بتشييد دور للسينما في بغداد والمدن العراقية الكبيرة، واخذو يستوردون بعض هذة الأفلام بين وقت واخر.
وفي عام 1921-1922 زاد عدد دور السينما تدريجيا، وتضاعف عدد الأفلام الصامته إلى ان بدأت تظهر الأفلام الأجنبية الناطقة.
وبعد سنة 1927 اخذت تعرض الأفلام المصرية أيضا.

## الأربعينيات

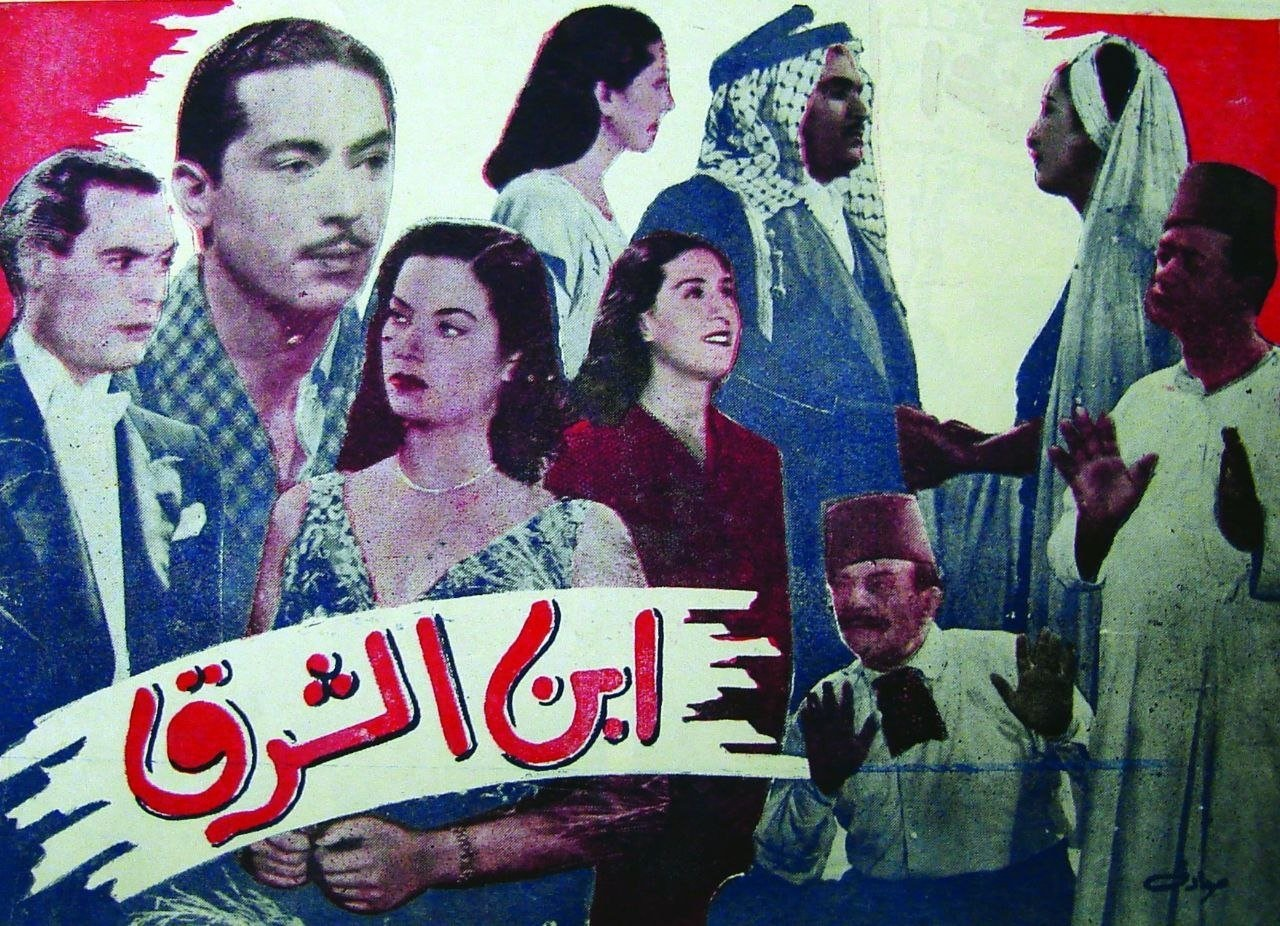
ملصق فيلم ابن الشرق.

تسبب إقبال الجمهور العراقي على مشاهدة الأفلام المصرية في دفع بعض المنتجين العراقيين للتفكير في عقد شراكة سينمائية مع الفنانين المصريين، لتشهد أربعينيات القرن الماضي عرض بعض الأفلام المصرية-العراقية المشتركة.
بدأت تلك الأفلام عام 1946 بفيلم "ابن الشرق" من إنتاج شركة "أفلام الرشيد" العراقية-المصرية، وكان من إخراج المصري إبراهيم حلمي، وبطولة بشارة واكيم ومديحة يسري ونورهان، والعراقيين عادل عبد الوهاب وعزيز علي وحضيري أبو عزيز. دارت أحداث الفيلم حول شاب عراقي يدرس الطب في القاهرة وينفصل عن حبيبته ليقع في شباك فتاة لعوب، قبل أن يكتشف حقيقتها ويعود مرة أخرى إلى حبيبته في نهاية الفيلم.
بعد عام واحد عُرض فيلم "القاهرة بغداد"، وهو إنتاج عراقي مصري مشترك من كتابة يوسف جوهر، وإخراج المصري أحمد بدرخان. شارك في بطولته مجموعة من الممثلين العراقيين والمصريين، مثل سلمان الجوهر، وإبراهيم جلال، وبشارة واكيم، ومديحة يسري، وحقي الشبلي. تدور أحداث الفيلم حول شاب عراقي يُتهم بقتل عمه، فيسافر إلى مصر هارباً، وهناك يقع في حب فتاة مصرية جميلة، ثم يعرف أن الشرطة العراقية ألقت القبض على القاتل الحقيقي فيقرر عندها العودة مع حبيبته إلى العراق.
في عام 1949، قامت شركة "ستوديو بغداد" باستثمار نجاح الفيلمين السابقين عندما أنتجت فيلم "ليلى في العراق" من إخراج المصري أحمد كامل مرسي، وبطولة جعفر السعدي، وإبراهيم جلال، وعفيفة إسكندر، ونورهان. حكى الفيلم قصة الفتاة الجميلة ليلى التي تعيش في لبنان ويضغط عليها أبوها للزواج من شخص ثري لا تحبه. تهرب ليلى في ليلة الزفاف وتسافر إلى العراق لتعيش مع عمها، وهناك تتعرف على شاب وسيم وتقع في غرامه. لم يحقق فيلم "ليلى في العراق" أي نجاح ماديّ، حتى أن خسائره تسببت في توقف "ستوديو بغداد" عن الإنتاج السينمائي.
في عام 1948، أنتجت شركة "ستوديو بغداد للأفلام والسينما" فيلم "عليا وعصام" من بطولة إبراهيم جلال وسليمة مراد وعزيمة توفيق. وإخراج الفرنسي أندريه شاتان. والموسيقى من الحان صالح الكويتي.

## الخمسينيات

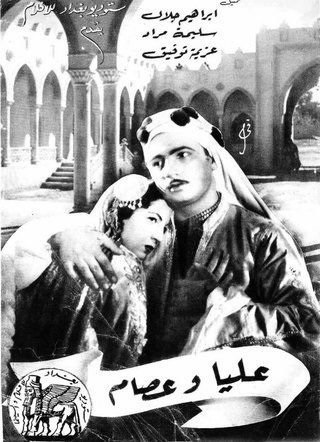
ملصق فيلم عليا وعصام.

في منتصف خمسينيات القرن الماضي ظهرت السينما العراقية المستقلة، وانفصل السينمائيون العراقيون للمرة الأولى عن شركائهم المصريين، وتمكنوا من إنتاج عدد من الأفلام المهمة.
كان فيلم "فتنة وحسن" الذي أُنتج في عام 1955 أول فيلم سينمائي عراقي خالص، أخرجه حيدر العمر، وهو من تأليف وسيناريو وحوار عبد الهادي مبارك. دارت أحداثه في إحدى القرى العراقية الهادئة حول علاقة الحب التي جمعت الفتاة "فُتنة" وابن عمها "حسن"، وما مرت به هذه العلاقة من تهديد بسبب زوجة والد حسن.

## الستينيات
من الأفلام المهمة التي صدرت في هذه المرحلة، الفيلم التاريخي "نبوخذ نصر" الذي أنتج في عام 1962، ويُعدّ أول فيلم عراقي ملون على الإطلاق. قام كامل العزاوي بإخراج وتأليف الفيلم، وشارك في بطولته عبد المنعم الدروبي ويعقوب القرة غول وفوزي محسن الأمين وسامي عبد الحميد وسهيلة فوزي. دارت أحداث الفيلم حول شخصية الملك البابلي الكلداني نبوخذ نصر الثاني الذي حكم بابل في القرن السادس قبل الميلاد، ولعب دوراً مهماً في نهضة بلاد الرافدين.
وشهدت الستينيات إنتاج عدة أفلام من ابرزها:
- أسعد الأيام (1963) - إخراج برهان الدين جاسم
- طرق الشر (1967) - إخراج سامي الجادر
- الجابي (1968) - إخراج جعفر علي

## السبعينيات
السبعينيات مرحلة جديدة من مراحل تطور صناعة السينما. في هذه المرحلة، قامت الحكومة العراقية ممثلة في "المؤسسة العامة للسينما والمسرح" بإنتاج العديد من الأفلام المهمة.
يُعدّ فيلم "الظامئون" من الأفلام المهمة التي عُرضت في هذه المرحلة، حيث عرض عام 1972. وهو من إخراج العراقي محمد شكري جميل، وقصة وسيناريو وحوار عبد الرزاق المطلبي. ومن بطولة غازي الكناني وغازي التكريتي وخليل شوقي وناهدة الرماح. تدور أحداثه في إحدى القرى العراقية الفقيرة، التي تُصاب أرضها بالجفاف. في بادئ الأمر، يفكر أهل القرية في الهجرة إلى مكان آخر، لكنهم يتفقون في نهاية المطاف على الالتفاف حول أحد شيوخ القرية لحفر بئر. لاقى الفيلم ترحيباً كبيراً في الأوساط السينمائية الدولية، كما فاز بجائزة مهرجان "طشقند" السينمائي الدولي في عام 1973، ووصفه الناقد السينمائي مهدي عباس بأنه "شكّل علامة فارقة في مسار التجربة السينمائية في العراق"، كما أعلن التأسيس الرسمي للواقعية التسجيلية في السينما العراقية.
وشهدت السبعينيات إنتاج عدة أفلام من ابرزها:
- الست كراسي (1971) - إخراج محمد يوسف الجنابي
- المنعطف (1975) - إخراج جعفر علي
- فيلم الرأس (1976) - إخراج فيصل الياسري
- بيوت في ذلك الزقاق (1977) - إخراج قاسم حول
- الزورق (1977) - إخراج عدنان الإمام
- تحت سماء واحدة (1978) - إخراج منذر جميل
- الأسوار (1979) - إخراج محمد شكري جميل
- يوم آخر (1979) - إخراج صاحب حداد

## 1980–2003 فترة حزب البعث

### الثمانينات
مع دخول الثمانينيات، وبالتزامن مع وصول صدام حسين إلى السلطة، ظهرت بعض الأفلام التي عملت على تمجيد النظام القائم. مثل فيلم "الأيام الطويلة" عام 1980، من إخراج المصري توفيق صالح. دارت أحداث الفيلم حول قصة رئيس النظام البعثي اعتماداً على رواية كتبها الشاعر عبد الأمير معلة من جزئين بالعنوان نفسه، وتتحدث عن محاولة اغتيال رئيس وزراء العراق عبد الكريم قاسم، التي شارك فيها صدام حسين مع شبان آخرين، وهربوا إلى سوريا بعد فشل العملية.
ظهرت ملامح التدخل السياسي في صناعة السينما مرة أخرى سنة 1981، بالتزامن مع إنتاج الفيلم التاريخي الضخم "القادسية"، إذ اضطلعت وزارة الثقافة العراقية بإنتاج هذا الفيلم، وأخرجه المصري صلاح أبو سيف، وكتب له السيناريو والحوار الكاتب المصري محفوظ عبد الرحمن، فيما لعب دور البطولة ثلّة من النجوم العرب، من مصر مثلاً سعاد حسني وعزت العلايلي، ومحمد المنصور من الكويت، والعراقية سعدية الزيدي. قُدرت تكاليف إنتاج الفيلم بحوالي أربعة ملايين دينار عراقي (نحو 15 مليون دولار آنذاك)، وكانت ميزانية الفيلم هي الأعلى في تاريخ السينما العربية حتى توقيت عرضه. كان الهدف الأهم من الفيلم الاستحواذ على تعاطف الشارع العربي في الحرب ضد الجانب الإيراني. لكن مع كل هذا الصرف، لم يحقق الفيلم الهدف المنشود، حيث عُرض على نطاق محدود في بعض قاعات السينما داخل عدد من الدول العربية، ومُنع عرضه في الدول التي ساندت إيران في حربها، مثل سوريا وليبيا. كما فشل الفيلم في الحصول على الموافقة اللازمة من جانب الأزهر الشريف بمصر، بعدما أصدرت لجنة الدراسات والأبحاث الإسلامية بياناً رفضت فيه عرض الفيلم بسبب تجسيده لشخصية الصحابي سعد بن أبي وقاص، وهو واحد من "العشرة المبشرين بالجنة" الذين ترفض المؤسسة الأزهرية تجسيدهم في أي عمل فني.
في عام 1983، قامت الحكومة العراقية بتأكيد النزعة الوطنية في صناعتها السينمائية مرة أخرى، من خلال إنتاج فيلم "المسألة الكبرى" الذي عُرف أيضاً باسم "صدام الولاءات". كان من إخراج محمد شكري جميل، وبطولة العراقيين غازي التكريتي ويوسف العاني وسامي الملاك، إضافة لممثلين أجانب هم أوليفر ريد وهيلين ريان. تحدث الفيلم عن "ثورة العشرين" وأهم أحداثها وأظهر البطولات الكبيرة التي قام بها العراقيون أثناء تصديهم للاحتلال الإنجليزي. بلغت ميزانية الفيلم 24 مليون دولار، ورُشح للجائزة الذهبية في مهرجان موسكو السينمائي الدولي عام 1983.
وشهدت الثمانينات إنتاج عدة أفلام من ابرزها:
- فائق يتزوج (1984) - إخراج إبراهيم عبد الجليل
- الحدود الملتهبة (1985) - إخراج صاحب حداد
- صخب البحر (1987) - إخراج صبيح عبد الكريم
- شمسنا لن تغيب (1987) - إخراج عبد السلام الاعظمي
- الفارس والجبل (1987) - إخراج محمد شكري جميل
- المنفذون (1987) - إخراج عبد الهادي الراوي
- عمارة 13 (1987) - إخراج صاحب حداد
- ستة على ستة (1988) - إخراج خيرية المنصور

### التسعينيات
تأثرت السينما العراقية كثيرًا بالأحداث السياسية التي وقعت في تسعينيات القرن الماضي، بالتزامن مع اندلاع حرب الخليج الثانية وفرض الحصار الاقتصادي على العراق.
من بين الأفلام القليلة التي أنتجها العراق في تلك المرحلة، فيلم "الملك غازي" عام 1993، من تأليف وسيناريو معاذ يوسف، وإخراج محمد شكري جميل. وتناول الفيلم سيرة الملك غازي الذي حكم العراق في ثلاثينيات القرن العشرين. كما سلط الضوء على الجهود التي بذلها لتحرير العراق من النفوذ البريطاني.
في فترة الحصار، وتحديداً بين عامي 1994 و 1998، كانت هناك بعض الإنتاجات لأفلام مخصصة للعرض عبر التلفزيون، وكان نوعيتها رديئة، وميزتها الوحيدة أنها شغّلت الأيدي العاملة في مجال السينما. ولم يجر إنتاج أي أفلام سينمائية عراقية في تلك الفترة حتى سقوط النظام عام 2003.

## 2003–2024 الأفلام المستلقة
تدهورت أوضاع الصناعة السينمائية العراقية بعد سقوط نظام البعث في عام 2003، وعانى الفنانون العراقيون من الإهمال ورحل الكثير من المبدعين إلى الخارج لضعف الإمكانيات المادية المُتاحة. ومن أبرز المعوقات عدم وجود صالات سينما كافية بل هناك عدد كبير من المدن العراقية تخلو من أي دار سينما. فاصبحت الأفلام تصنع من أجل المهرجانات والمشاركات الخارجية فقط. كما لا توجد شركات إنتاج سينمائي ولا منتجين أصلاً، وليس هناك أي رؤوس أموال مخصصة للإنتاج السينمائي. وكل ما يُنتج في العراق من أفلام هو مجرد محاولات فردية تتم في ظل حصول بعض المخرجين على منح من هنا وهناك.
يُعدّ الفيلم الروائي "ابن بابل" الذي أُنتج عام 2009 من أبرز المحاولات الفردية، حيث أُنتج من خلال جهود عراقية-فرنسية مشتركة، وأخرجه العراقي محمد الدراجي. تدور أحداث الفيلم في شمال العراق عام 2003 عقب سقوط نظام صدام حسين. يتتبع الفيلم قصة طفل كردي يعيش مع جدته. وعندما يعرفان أن هناك بعض أسرى الحرب الذين عُثر عليهم أحياء في جنوب العراق، فإنهما يخوضان رحلة طويلة أملاً في العثور على والد الطفل الذي فُقد في سنة 1991 أثناء حرب الخليج الثانية.
وفي عام 2019 تم صناعة الفيلم الروائي الطويل شارع حيفا كتابة هلا السلمان ومهند حيال، واخراج مهند حيال، حصل على جائزة أفضل فيلم اسيوي في مهرجان بوسان الدولي في كوريا الجنوبية، وحصل ايضا على جائزتين من قسم آفاق السينما العربية بالدورة الـ41 من مهرجان القاهرة السينمائي الدولي، وهما جائزة أفضل أداء تمثيلي، وأفضل فيلم في مسابقة آفاق السينما العربية. وعرض منصة نتفلكس، ومنصة موبي الفرنسية.
أما فيلم "جنائن معلقة" للمخرج العراقي أحمد ياسين، فهو من أواخر المحاولات السينمائية التي شهدها العراق مؤخراً، تدور أحداثه حول أسعد البالغ من العمر 12 عاماً، الذي يتبنى دميةٍ جنسية أميركية عُثر عليها في أماكن النفايات في بغداد. لاقي الفيلم استحسان العديد من النقاد والسينمائيين، وفي سبتمبر 2022 تمكن من المشاركة في مهرجان البندقية السينمائي الدولي.
من أبرز الأفلام المستلقة خلال هذه الفترة:
- العودة إلى بابل (2002) - إخراج عباس فاضل
- زمان رجل القصب (2003) - إخراج عامر علوان
- نحن العراقيون (2004) - إخراج عباس فاضل
- فجر العالم (2008) - إخراج عباس فاضل

## 2025– حتى الآن، انطلاقة جديدة
شهدت هذه الفتره عودة الانتاج السينمائي التجاري من قبل شركات مختصة وساعد انتشار دور العرض في المجمعات التجارية في المدن هذا الحراك الجديد. في موسم عيد الفطر 2025 عرض فيلم «باب رقم 7» للمخرج أنس منفي ليكون بداية انطلاقة جديدة للصناعة. وفي نيسان/أبريل 2025 عرض فيلم «ندم» للمخرج ريكا البرزنجي. وأعلنت وزارة الثقافة عن إطلاق منحة رئيس الوزراء لدعم السينما العراقية والبالغة خمسة مليارات و170 مليون دينار عراقي.

1. ↑  قراءة متأنية في تاريخ السينما العراقية 1-3 نسخة محفوظة 29 مارس 2016 على موقع واي باك مشين.
2. ↑  {{استشهاد ويب| مسار  = http://www.yabeyrouth.com/pages/index3246.htm| عنوان =السينما العراقية<!-- عنوان مولد بالبوت -->|مسار أرشيف= https://web.archive.org/web/20151023045718/http://www.yabeyrouth.com:80/pages/index3246.htm|تاريخ أرشيف=2015-10-23|تاريخ الوصول=2020-02-09}}
3. ↑  "Busan: Main Awards Handed to Iraqi-Qatari and Vietnamese Dramas" (بالإنجليزية الأمريكية). Archived from the original on 2025-03-23. Retrieved 2025-04-25.
4. ↑  "Haifa Street Wins the Best Film and Best Acting Performance Awards at the Cairo International Film Festival" (بالإنجليزية). Archived from the original on 2025-03-23. Retrieved 2025-04-25.
5. ↑  "Netflix".
6. ↑  "Haifa Street (2019) / MUBI" (بالإنجليزية). Archived from the original on 2025-03-23. Retrieved 2025-04-25.
7. ↑  "فيلم باب رقم 7 .. باب عودة السينما العراقية في عيد الفطر / ET بالعربي". مؤرشف من الأصل في 2025-03-30. اطلع عليه بتاريخ 2025-04-25.
8. ↑  ""ندم"..فيلم عراقي جديد يحاكي وجع المناطق المنسية". مؤرشف من الأصل في 2025-04-22. اطلع عليه بتاريخ 2025-04-25.
9. ↑  "الثقافة تعلن اختيار 86 فيلماً ضمن منحة الـ(5) مليارات دينار لدعم مبادرة السينما العراقية". اطلع عليه بتاريخ 2025-05-16.